# Lajos D. Nagy
Lajos D. Nagy (ur. 29 września 1950 roku) – węgierski muzyk, wokalista zespołu Bikini.
Nagy był współzałożycielem i wokalistą zespołu Rolls Frakció. Po odejściu z Bikini Feró Nagya w 1985 roku został wokalistą tego zespołu. Po rozpadzie Bikini w 1992 rozpoczął karierę solową, w ramach której wydał dwa albumy. Po reaktywacji Bikini w 1997 roku wrócił do zespołu.
Jest żonaty, ma troje dzieci.

## Albumy

### Solo
- Monokini (1995)
- Az idő foglyai (1998)

### Rolls Frakció
- Rolls (1984)

### Bikini
- Ezt nem tudom másképp mondani (1985)
- Mondd el (1987)
- Ha volna még időm (1988)
- Bikini (1988)
- Közeli helyeken (1989)
- Temesvári vasárnap (1990)
- A sötétebbik oldal (1991)
- Izzik a tavaszi délután (1992)
- Búcsúkoncert (1993)
- Aranyalbum (1996)
- A szabadság rabszolgái (1997)
- Körutazás a Balkánon (1998)
- A világ végén (1999)
- Gyémánt (2000)
- Nem lesz ennek jó vége (2000)
- Álomból ébredve (2002)
- Angyali üdvözlet (2004)
- Őrzöm a lángot (2007)
- The Very Best of Bikini (2009)
- Elmúlt illúziók (2011)